# Bill Coleman
William Johnson Coleman (Paris (Kentucky), 4 augustus 1904 – Toulouse, 24 augustus 1981) was een Amerikaanse jazztrompettist van de swing.

## Biografie
Coleman speelde eerst klarinet en saxofoon, voordat hij wisselde naar de trompet, die hij bespeelde in een kinderorkest in Cincinnati. Op 16-jarige leeftijd formeerde hij zijn eerste band Professor Johnson Coleman and his Band. Hij begon zijn professionele carrière in het orkest van Clarence Paige en speelde daarna in de band van de gebroeders Lloyd en Cecil Scott, waarmee hij in 1927 naar New York kwam en ook optrad en platen opnam in de Savoy Ballroom in Harlem. In 1929 was hij lid van Luis Russells orkest, maar verliet de band echter in 1933, toen de soli vrijwel alleen nog naar Red Allen gingen. In 1933 was hij voor de eerste keer in Frankrijk met de band van Lucky Millinder. Na zijn terugkeer nam hij in 1934 op met Fats Waller en werkte hij bij Teddy Hill. Na een verbintenis in het orkest van Teddy Charles ging hij in 1935 weer naar Frankrijk, waar hij met eigen bands (o.a. Swingmen from Harlem), met Django Reinhardt/Stéphane Grappelli en met de band van Willie Lewis opnam voor het label Swing. Van 1938 tot 1940 was hij in Egypte met de band van Herman Chittison. Na zijn terugkeer naar Parijs nam hij op met Dickie Wells en Teddy Hill.
Ten gevolge van het uitbreken van de Tweede Wereldoorlog moest Coleman terugkeren naar de Verenigde Staten. Terug in New York speelde hij in 1940 bij Benny Carter en Teddy Wilson en in 1941/1942 met Andy Kirk. Hij nam op met Billie Holiday en in 1943 met Lester Young en Coleman Hawkins. Verder speelde hij met Mary Lou Williams, in 1945 met John Kirby in Californië en in de bands van Sy Oliver en Billy Kyle in 1946/1947. In 1948 keerde hij terug naar Frankrijk, waar hij vanaf dan bleef. Met eigen bands en speciaal samengestelde All-Star-bezettingen toerde hij vaak in Europa. Hij speelde vanaf midden jaren 1950 in een Parijse club, waar hij met doorreizende Amerikaanse muzikanten speelde als Don Byas en Albert Nicholas en met Fransen als de saxofonisten Guy Lafitte en Stéphane Grappelli. In 1961 speelde hij met de bigband van Count Basie in Antibes. In 1961 nam hij op met Ben Webster in Londen (Ben Webster meets Bill Coleman bij Black Lion).
Zijn autobiografie Trumpet Story kwam uit in 1981 in de Franse taal (Engels in 1991 bij Northeastern University Press). Daarin stond als belangrijkste reden om de Verenigde Staten te verlaten, de daar aanwezige rassenscheiding. In 1974 kreeg hij de Franse Ordre national du Mérite. Ten laatste woonde hij in Zuidwest-Frankrijk in Cadeillan in het departement Gers. Nog een maand voor zijn overlijden speelde hij met vrienden trompet, weliswaar wegens zijn hartzwakte alleen zittend. Zijn trompet en verder erfgoed bevinden zich in het jazzmuseum Territoires du Jazz van het dorp Marciac, waarin ook sinds 1978 in augustus een bekend, internationaal bezet jazzfestival plaatsvindt. De oprichter van het festival Louis Guilhaumon, een Engels-docent, nodigde de toentertijd in de buurt wonende Bill Coleman en Guy Lafitte uit om daar te spelen.
De Franse Académie du Jazz kende hem ter ere de Prix Bill Coleman toe voor albums van de klassieke jazz.

## Overlijden
Bill Coleman overleed in augustus 1981 op 77-jarige leeftijd.

## Discografie
- Hangin’ Around (Topaz, 1929–43) met Red Allen, J.C. Higginbotham, Dicky Wells, Joe Marsala, Coleman Hawkins, Oscar Pettiford, Stephane Grappelli, Shelly Manne
- ????: Bill Coleman 1936–1938 (Classics) met Alix Combelle, Herman Chittison, Django Reinhardt, Lucien Simoens
- ????: Bill Coleman 1951–1952 (Classics) met Dicky Wells, Guy Lafitte, Zutty Singleton
- ????: Bill Coleman 1952–1953 (Classics) met Dicky Wells, Guy Lafitte, Benny Waters, Wallace Bishop
- 1960: From Boogie to Funk (Emarcy) met Quentin Jackson, Budd Johnson, Patti Bown, Buddy Catlett, Joe Harris
- 1967: A Smooth One (Jasmine)
- 1977: Bill Coleman Plus Four (Jazzology Records) met Art Taylor
- 1979: Americans Swinging in Paris – Bill Coleman Live (EMI Records)
- 1980: Really I Do (Black & Blue Records) met Guy Lafitte, Panama Francis